# ヘキソベンダイン
ヘキソベンダイン（英語：hexobendine）は、血管拡張薬の1つである。なお、同様の作用を示す薬物で、かつ、構造が似ている薬物としては、ジラゼプが知られる。

## 作用機序

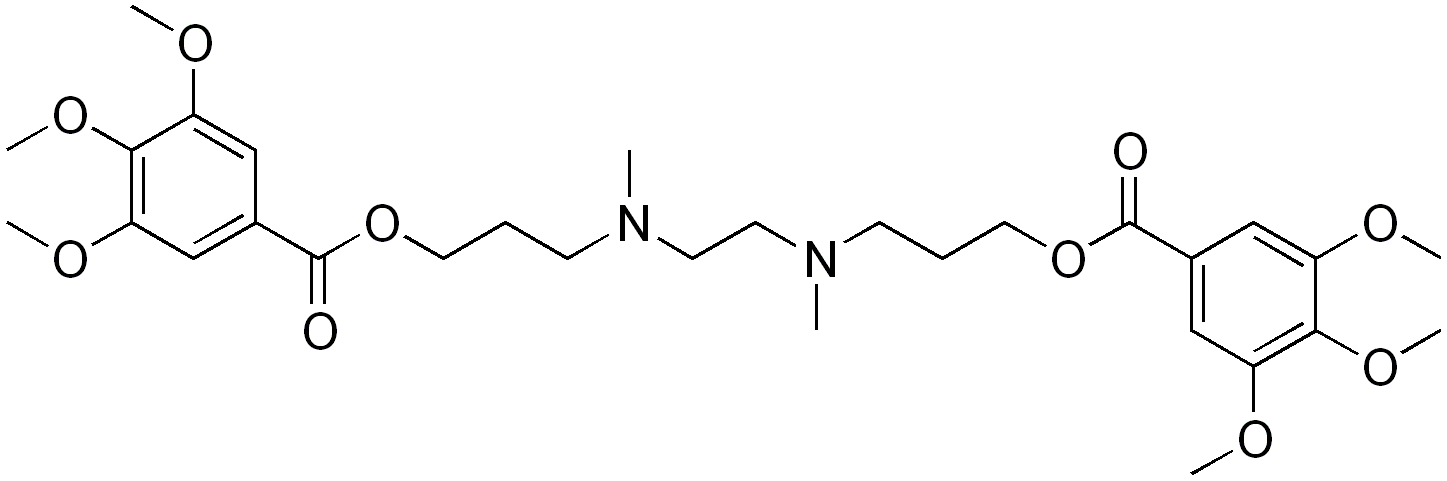
ジラゼプの構造。

ヘキソベンダインは細胞から放出されたアデノシンを、細胞内へ取り込む事を阻害して、血管拡張作用を発揮する。例えば、低酸素の状態に置かれた際や、細胞での代謝活動が亢進した際に、アデノシンは細胞外へと放出され、この細胞外へと放出されたアデノシンが、血管平滑筋に作用して、血管を拡張させる。ここでヘキソベンダインは、細胞内へのアデノシンの取り込みを阻害するために、アデノシンの細胞外での濃度が低下し難くなるため、血管が拡張した状態を保ち易くする。